# Polska na Mistrzostwach Świata w Lekkoatletyce 2011
Polska na Mistrzostwach Świata w Lekkoatletyce 2011 – reprezentacja Polski na mistrzostwa świata liczyła 43 zawodników. Skład drużyny został zatwierdzony przez Zarząd Polskiego Związku Lekkiej Atletyki na posiedzeniu w Bydgoszczy 13 sierpnia. Polacy polecieli do Korei Południowej w dwóch turach – 15 i 19 sierpnia.

## Występy reprezentantów Polski

### Mężczyźni

#### Konkurencje biegowe
| Konkurencja                   | Zawodnik                                                          | Runda 1  | Runda 1 | Runda 2  | Runda 2 | Półfinał     | Półfinał | Finał    | Finał   |
| Konkurencja                   | Zawodnik                                                          | Rezultat | Pozycja | Rezultat | Pozycja | Rezultat     | Pozycja  | Rezultat | Pozycja |
| ----------------------------- | ----------------------------------------------------------------- | -------- | ------- | -------- | ------- | ------------ | -------- | -------- | ------- |
| Bieg na 100 m                 | Dariusz Kuć                                                       | –        | Q       | 10,36    | 21 Q    | 10,51        | 23       |          |         |
| Bieg na 400 m                 | Marcin Marciniszyn                                                |          |         | 45,51    | 19 Q    | 45,94        | 18       |          |         |
| Bieg na 800 m                 | Adam Kszczot                                                      |          |         | 1:46,16  | 7 Q     | 1:44,81      | 5 Q      | 1:45,25  | 6       |
| Bieg na 800 m                 | Marcin Lewandowski                                                |          |         | 1:46,73  | 17 Q    | 1:44,60 (SB) | 3 Q      | 1:44,80  | 4       |
| Bieg na 3000 m z przeszkodami | Łukasz Parszczyński                                               |          |         |          |         | 8:44,09      | 31       |          |         |
| Bieg na 110 m przez płotki    | Dominik Bochenek                                                  |          |         | 13,96    | 29      |              |          |          |         |
| Sztafeta 4 × 100 m            | Paweł Stempel Dariusz Kuć Robert Kubaczyk Kamil Kryński           |          |         |          |         | 38,37 (SB)   | 5 Q      | 38,50    | 4       |
| Sztafeta 4 × 400 m            | Kacper Kozłowski Piotr Wiaderek Jakub Krzewina Marcin Marciniszyn |          |         |          |         | 3:01,84 (SB) | 11       |          |         |
| Chód na 20 km                 | Rafał Augustyn                                                    |          |         |          |         |              |          | 1:24:47  | 23      |
| Chód na 50 km                 | Rafał Fedaczyński                                                 |          |         |          |         |              |          | DQ       | DQ      |
| Chód na 50 km                 | Rafał Sikora                                                      |          |         |          |         |              |          | 3:50:24  | 13      |
| Chód na 50 km                 | Grzegorz Sudoł                                                    |          |         |          |         |              |          | DNF      | DNF     |

#### Konkurencje techniczne
| Konkurencja    | Zawodnik            | Eliminacje | Eliminacje | Finał       | Finał   |
| Konkurencja    | Zawodnik            | Rezultat   | Pozycja    | Rezultat    | Pozycja |
| -------------- | ------------------- | ---------- | ---------- | ----------- | ------- |
| Skok o tyczce  | Mateusz Didenkow    | 5,65 m     | 8 q        | 5,75 m (PB) | 7       |
| Skok o tyczce  | Łukasz Michalski    | 5,60 m     | 10 q       | 5,85 m (PB) | 4       |
| Skok o tyczce  | Paweł Wojciechowski | 5,50 m     | 12 q       | 5,90 m      | 1       |
| Pchnięcie kulą | Tomasz Majewski     | 20,73 m    | 6 Q        | 20,18 m     | 9       |
| Rzut dyskiem   | Piotr Małachowski   | 65,48 m    | 1 q        | 63,37 m     | 9       |
| Rzut młotem    | Paweł Fajdek        | 76,10 m    | 11 q       | 75,20 m     | 11      |
| Rzut młotem    | Szymon Ziółkowski   | 77,19 m    | 5 Q        | 77,64 m     | 7       |
| Rzut oszczepem | Igor Janik          | 80,88 m    | 13         |             |         |

### Kobiety

#### Konkurencje biegowe
| Konkurencja        | Zawodniczka                                                       | Runda 1  | Runda 1 | Runda 2  | Runda 2 | Półfinał | Półfinał | Finał    | Finał   |
| Konkurencja        | Zawodniczka                                                       | Rezultat | Pozycja | Rezultat | Pozycja | Rezultat | Pozycja  | Rezultat | Pozycja |
| ------------------ | ----------------------------------------------------------------- | -------- | ------- | -------- | ------- | -------- | -------- | -------- | ------- |
| Bieg na 100 m      | Marta Jeschke                                                     |          |         | 11,73    | 38      |          |          |          |         |
| Bieg na 200 m      | Anna Kiełbasińska                                                 |          |         | 23,34    | 26      |          |          |          |         |
| Bieg na 1500 m     | Renata Pliś                                                       |          |         | 4:08,83  | 10 q    | 4:11,12  | 20       |          |         |
| Sztafeta 4 × 100 m | Anna Kiełbasińska Marika Popowicz Marta Jeschke Agnieszka Ligięza |          |         |          |         | DNF      | DNF      |          |         |

#### Konkurencje techniczne
| Konkurencja   | Zawodniczka      | Eliminacje | Eliminacje | Finał        | Finał   |
| Konkurencja   | Zawodniczka      | Rezultat   | Pozycja    | Rezultat     | Pozycja |
| ------------- | ---------------- | ---------- | ---------- | ------------ | ------- |
| Skok o tyczce | Anna Rogowska    | 4,55 m     | 3 q        | 4,55 m       | 10      |
| Skok o tyczce | Monika Pyrek     | 4,50 m     | 11 q       | 4,55 m       | 10      |
| Skok w dal    | Teresa Dobija    | 6,30 m     | 22         |              |         |
| Trójskok      | Anna Jagaciak    | 13,57 m    | 28         |              |         |
| Rzut dyskiem  | Żaneta Glanc     | 63,44 m    | 4 Q        | 63,91 m      | 4       |
| Rzut młotem   | Joanna Fiodorow  | 66,88 m    | 21         |              |         |
| Rzut młotem   | Anita Włodarczyk | 71,09 m    | 7 Q        | 73,56 m (SB) | 5       |

| Konkurencja | Zawodniczka       | 100 m p.pł. | 100 m p.pł. | Skok wzwyż  | Skok wzwyż | Pchnięcie kulą | Pchnięcie kulą | 200 m | 200 m | Skok w dal | Skok w dal | Rzut oszczepem | Rzut oszczepem | 800 m        | 800 m | Finał         | Finał |
| Konkurencja | Zawodniczka       | Rez.        | Pkt.        | Rez.        | Pkt.       | Rez.           | Pkt.           | Rez.  | Pkt.  | Rez.       | Pkt.       | Rez.           | Pkt.           | Rez.         | Pkt.  | Rez.          | Poz.  |
| ----------- | ----------------- | ----------- | ----------- | ----------- | ---------- | -------------- | -------------- | ----- | ----- | ---------- | ---------- | -------------- | -------------- | ------------ | ----- | ------------- | ----- |
| Siedmiobój  | Karolina Tymińska | 13.12 (PB)  | 1106        | 1,74 m (SB) | 903        | 14,70 m (SB)   | 841            | 23.87 | 993   | 6,39 m     | 972        | 41,32 m (PB)   | 693            | 2:05.21 (PB) | 1036  | 6544 pkt (PB) | 4     |